# Duttaphrynus himalayanus
Duttaphrynus himalayanus é uma espécie de sapo da família Bufonidae. Ele pode ser encontrado em toda Cordilheira do Himalaia, desde a região da Caxemira Livre, no Paquistão, passando pelo norte da India e do Nepal, até a região do Tibete. Seu habitat natural são as florestas montanas e pântanos próximos à rios em grandes altitudes. Também podem ser encontrado em áreas de agricultura, bem como em outras partes antropizadas.